# Abraham (ime)
Abraham je moško osebno ime.

## Izvor imena
Abraham je svetopisemsko ime, ki izhaja iz hebrejskega imena אַבְרָהָם (Abraham, Avraham, Abrām) z domnevnim pomenom »oče je vzvišen« in »oče ljudstev«. Grški obliki imena sta Aβραμ (Abrám) in Aβρααμ (Abraám), latinski Abram in Abraham, arabska pa Ibrahim.  

## Različice imena
Abram, Ibrahim, Ibro, 

## Pogostost imena
Po podatkih Statističnega urada Republike Slovenije na dan 31. decembra 2007 v Sloveniji ni bilo  moških oseb z imenom Abraham ali pa je število nosilcev tega imena manjše od 5. 

## Osebni praznik
Svetopisemski Abraham je v koledarju zapisan 9. oktobra.

## Priimki nastali iz imena
Ime Abraham je v nasprotju z današnjo redkostjo dobro zastopano v priimkih. Iz imena so nastali naslednji priimki: Abraham, Abram, Abramič, Abramhamsberger, Abramovič, Bramc in Bremec 

## Znane osebe
- Abraham - svetopisemska oseba
- Abraham - freisinški škof
- Abraham Adan - izraelski general in obrambni ataše
- Abraham Baldwin - ameriški odvetnik, častnik in politik
- Abraham van Beijeren - nizozemski baročni slikar
- Abraham Louis Breguet - švicarski horolog, fizik, izumitelj in poslovnež
- Abraham Ibn Daud - judovski filozof (1110–1180)
- Abraham Ben Meir Ibn Ezra - judovski pesnik (1089–1167)
- Abraham Hija - špansko-judovski astronom, matematik, astrolog in filozof
- Abraham Lincoln - ameriški politik
- Abraham Maslow - ameriški psiholog
- Abraham Ortelius - belgijski kartograf in geograf
- Abraham Polonsky - ameriški scenarist in odvetnik
- Abraham a Santa Clara - nemški pisatelj (1644–1709)
- Abraham Zacuto - portugalsko-judovski astronom, matematik in zgodovinar
- Albert Abraham Michelson - nemško-ameriški fizik